# Межпроцессное взаимодействие
Межпроцессное взаимодействие (англ. inter-process communication, IPC) — обмен данными между потоками одного или разных процессов. Реализуется посредством механизмов, предоставляемых ядром ОС или процессом, использующим механизмы ОС и реализующим новые возможности IPC. Может осуществляться как на одном компьютере, так и между несколькими компьютерами сети.
Из механизмов, предоставляемых ОС и используемых для IPC, можно выделить:
- механизмы обмена сообщениями;
- механизмы синхронизации;
- механизмы разделения памяти;
- механизмы удалённых вызовов (RPC).

Для оценки производительности различных механизмов IPC используют следующие параметры:
- пропускная способность (количество сообщений в единицу времени, которое ядро ОС или процесс способно обработать);
- задержки (время между отправкой сообщения одним потоком и его получением другим потоком).

IPC может называться терминами межпотоковое взаимодействие (англ. inter-thread communication) и межпрограммное взаимодействие (англ. inter-application communication).
Межпроцессное взаимодействие, наряду с механизмами адресации памяти, является основой для разграничения адресного пространства между процессами.

## Таблица методов межпроцессного взаимодействия
| Метод                              | Реализуется ОС или процессом |
| ---------------------------------- | --- |
| Файл                               | Все ОС. |
| Сигнал                             | Большинство ОС; в некоторых ОС, например, в Windows, сигналы доступны только в библиотеках, реализующих стандартную библиотеку языка Си, и не могут использоваться для IPC.                                                     |
| Сокет                              | Большинство ОС. |
| Канал                              | Все ОС, совместимые со стандартом POSIX. |
| Именованный канал                  | Все ОС, совместимые со стандартом POSIX. |
| Неименованный канал                | Все ОС, совместимые со стандартом POSIX. |
| Семафор                            | Все ОС, совместимые со стандартом POSIX. |
| Разделяемая память                 | Все ОС, совместимые со стандартом POSIX. |
| Обмен сообщениями (без разделения) | Используется в парадигме MPI, Java RMI, CORBA и других. |
| Проецируемый в память файл (mmap)  | Все ОС, совместимые со стандартом POSIX. При использовании временного файла возможно возникновение гонки. ОС Windows также предоставляет этот механизм, но посредством API, отличающегося от API, описанного в стандарте POSIX. |
| Очередь сообщений (Message queue)  | Большинство ОС. |
| Почтовый ящик                      | Некоторые ОС. |